# Teratoscincus roborowskii
Teratoscincus roborowskii är en ödleart som beskrevs av  Jacques von Bedriaga 1906. Teratoscincus roborowskii ingår i släktet Teratoscincus och familjen geckoödlor. Inga underarter finns listade i Catalogue of Life.